# Nicox
Nicox est une société internationale spécialisée en ophtalmologie développant des thérapies visant au maintien de la vision et à l’amélioration de la santé oculaire. Elle commercialise deux produits approuvés par la Food and Drug Administration (FDA) américaine et a deux essais cliniques en cours. Nicox est cotée à la bourse de Paris.

## Histoire
Le Professeur Louis J. Ignarro, Prix Nobel 1998 de médecine, a été membre du comité scientifique de Nicox. Il a mis en évidence les propriétés bénéfiques de l'oxyde nitrique dans de nombreuses fonctions biochimiques et physiologiques. 
Le monoxyde d'azote ou oxyde nitrique, a été déclaré molécule de l’année par la revue Science en 1992.
En juillet 2014, Nicox acquiert l'entreprise américaine Aciex Therapeutics pour entre 65 et 120 millions d'euros selon des accords conditionnels.

## Produits
La société commercialise 2 produits approuvés aux Etats-Unis :
- Vyzulta, un analogue de la prostaglandine, réduit la pression intraoculaire, ce qui le rend utile contre le glaucome ; le partenaire commercial est Bausch & Lomb,
- Zerviate, une solution ophtalmique de cétirizine, contre la conjonctivite allergique ; le partenaire commercial est Eyevance[4].

## Développements en cours
- Le principal programme en développement clinique de Nicox est le NCX 470, un nouvel analogue de Bimatoprost|bimatoprost donneur d’oxyde nitrique de seconde génération, pour la réduction de la pression intraoculaire (PIO) chez les patients atteints de glaucome. NCX 470 est conçu pour libérer à la fois du bimatoprost, commercialisé sous le nom de spécialité LUMIGAN, et de l’oxyde nitrique après instillation dans l’œil. Le bimatoprost est un analogue de prostaglandine, la classe de médicaments la plus couramment utilisée pour la réduction de la PIO chez les patients atteints de glaucome[5] à angle ouvert ou d’hypertension oculaire. La société conduit 2 études de phase III, l'une avec 670 patients aux Etats-Unis, l'autre en Chine en partenariat avec Ocumension[4].

- La société développe également le NCX 4251, une formulation brevetée de la fluticasone, pour les épisodes aigus de blépharite[6].

## Filiales
Nicox S.A. est la société mère de : 
- Nicox Research Institute, Srl (« NicOx Srl »), société de droit italien basée à Milan dont le capital est détenu à 100 % par NicOx SA.  Son activité consiste principalement à coordonner les activités de recherche du Groupe.  NicOx Srl ne détient pas d’actifs stratégiques, l’ensemble de la propriété industrielle appartenant à NicOx SA.
- Nicox, Inc., société américaine basée au Research Triangle Park à Durham en Caroline du Nord dont le capital est détenu à 100 % par NicOx SA. Son activité consiste principalement à préparer la commercialisation du NCX470 aux États-Unis.